# Gheorghe Georgescu
Gheorghe Georgescu (n. 1 noiembrie 1857 - d. 1944, București) a fost unul dintre generalii Armatei României din Primul Război Mondial.
A îndeplinit funcția de comandant al Corpului V Armată în campania anului 1916.

## Cariera militară
După absolvirea școlii militare de ofițeri cu gradul de sublocotenent, Gheorghe Georgescu a ocupat diferite poziții în cadrul unităților de artilerie sau în eșaloanele superioare ale armatei, cele mai importante fiind cea de inspector general al artileriei și cea de comandant de corp de armată. A făcut parte din Casa Militară Regală, ca ofițer adjutant al regelui Carol I.
În perioada Primului Război Mondial, a îndeplinit funcția de: comandant al Corpului V Armată, în perioada 14/27 august - 25 august/7 septembrie 1916.

## Decorații
- Ordinul „Steaua României”, în grad de cavaler (1910)
- Ordinul „Coroana României”, în grad de ofițer(1900)
- Semnul onorific de aur pentru serviciu militar de 25 de ani (1913)[2]:p. 432
- Crucea Casei de Hohenzollern, clasa a III-a, (Germania)
- Ordinul „Osmanie”, clasa a II-a, (Turcia)
- Ordinul Sfânta Ana, clasa a II-a, (Rusia)
- Ordinul Meritul Militar, în grad de mare ofițer, (Bulgaria)[7]